# Салленбергер, Чесли
Че́сли Бернетт «Са́лли» Салленбе́ргер III (англ. Chesley Sullenberger; род. 23 января, 1951) — американский пилот-инструктор пассажирских авиалиний, эксперт по безопасности и расследованиям происшествий Национального агентства транспортной безопасности США, председатель Международной ассоциации пилотов гражданских авиалиний, разработчик нормативной документации по безопасности полётов, организатор консультационного бизнеса по вопросам авиабезопасности.
Стал национальным героем и знаменитостью после успешной вынужденной посадки пассажирского лайнера на Гудзон, вызванной столкновением с птицами над Нью-Йорком. В качестве почётного гостя был приглашён на инаугурацию Барака Обамы. Салленбергер согласился присутствовать на этом мероприятии при условии, что все члены экипажа того знаменательного рейса и их семьи также будут приглашены. Это условие было выполнено.

## Ранние годы
Салленбергер родился и провёл детство в небольшом городе Денисон (штат Техас). Свою фамилию он унаследовал от предков — швейцарских эмигрантов. Его отец был военным стоматологом-хирургом, а мать учительницей начальных классов. У Чесли также есть сестра — Мэри Уилсон.
Отцу нравились самолёты, и он надеялся стать морским лётчиком, для чего даже прошёл строжайшую медицинскую комиссию, но в итоге принял решение оставаться в профессии, на которую уже выучился, то есть продолжил карьеру военного стоматолога. Мать руководила местным отделением женской группы PEO (Филантропическая образовательная организация), которая занималась развитием образовательных возможностей для женщин.
Дом, в котором рос мальчик, находился в глухой сельской глубинке недалеко от авиабазы ВВС, поэтому самолёты там летали низко и на огромной скорости. Уже в пятилетнем возрасте Чесли с большим интересом наблюдал в бинокль за летающими машинами и точно знал, что хочет летать.
В 12 лет стал членом общества людей с высоким IQ Менса. В школе был президентом Латинского клуба.
В 16 лет с одобрения отца брал платные уроки пилотирования у инструктора — пилота сельскохозяйственной авиации Л. Т. Кука-младшего, у которого была взлётно-посадочная полоса на собственном поле неподалёку. До Второй мировой войны мистер Кук работал инструктором федеральной правительственной программы подготовки гражданских пилотов. Президент Рузвельт полагал, что стране понадобятся тысячи подготовленных лётчиков в случае вмешательства США в военный конфликт.
Первый полёт в сопровождении инструктора совершил 3 апреля 1967 года на двухместном тандемном Aeronca 7DC, а первый самостоятельный полёт 3 июня 1967 года, имея лётного опыта 7 часов и 25 минут в общей сложности.
В последующем он сказал, что полученная от местного инструктора подготовка к полётам стала базой для его авиационной карьеры на всю жизнь.

## Служба в ВВС
В 1969 году поступил в Военно-воздушную академию США. Первый полёт на военном реактивном самолёте состоялся на первом курсе обучения, на Lockheed T-33, модели конца 1940-х годов. Прошёл курс управления планером. В 1973 году по окончании академии получил выдающиеся кадетские и летные награды, был аттестован как «лётчик высшего класса» («top flyer») и был назван «кадетом, добившимся выдающегося лётного мастерства».
После получения в Академии степени бакалавра Салленбергер поступил на летний семестр магистратуры в университет Пердью в Вест-Лафайетт, штат Индиана, по специальности «промышленная психология» (человеческие факторы). В Пердью изучал принципы конструирования механизмов и систем. По окончании получил диплом магистра.
После учёбы в Индиане ВВС Салленбергера направили в Коламбус, штат Миссисипи, для прохождения годичной программы UPT — специализированной подготовки лётного состава. За время прохождения подготовки летал на Cessna T-37, Northrop T-38 Talon — сверхзвуковой реактивный учебный самолёт.
После Миссисипи был откомандирован ВВС на военно-воздушную базу Холломан, Штат Нью-Мексико. Во время Второй мировой войны эта база служила тренировочным полигоном для лётчиков, пилотировавших Boeing B-17 и бомбардировщики Consolidated B-24 Liberator — самые массовые тяжёлые бомбардировщики, использовавшиеся войсками союзников. В Холломане проходил курс начальной подготовки пилотов-истребителей — программу FLIT.
Далее служил на базе ВВС Люк неподалёку от Глендейла, штат Аризона, где пилотировал F-4 Phantom II. В 1976-м и начале 1977 года, провёл 14 месяцев на базе Королевских ВВС Лейкенхит. После Лейкенхита три года служил на авиабазе Неллис в Неваде, где получил звание капитана. Во время службы в Неллисе был прикомандирован к комиссии по расследованию авиационных происшествий.
В 1980 году закончил карьеру в ВВС и перешёл в гражданскую авиацию.

## Личная жизнь
В 1989 году женился на Лорри Генри. На момент первой встречи 27-летняя Лорри работала в отделе маркетинга PSA (Pacific Southwest Airlines). Их первая встреча состоялась 6 июля 1986 года в день празднования пятидесятой годовщины оклендского Центра управления воздушным движением во Фримонте, штат Калифорния. Чесли Салленбергер был приглашённым пилотом для общения с гостями, а Лорри замещала бортпроводника, которого должны были прислать в помощь Салленбергеру. До встречи с будущим мужем Лорри долго работала волонтёром в организации «Старшие братья, старшие сёстры». Участники этой организации становились старшими наставниками для детей из неблагополучных семей и тех, кто попал в трудную жизненную ситуацию. Лорри не смогла родить собственных детей, поэтому Салленбергеры приняли решение удочерить двух девочек: в 1993 году Кейт, а в 1995 году Келли.
Лорри — профессиональный инструктор по фитнесу под открытым небом. Она водит женские группы в долгие пешие прогулки и походы. Впоследствии «стала фитнес-экспертом дочерней компании ABC-TV в Сан-Франциско, регулярно участвовала в телесюжетах о том, как женщины могут включить физическую нагрузку под открытым небом для осуществления своего стремления к лучшему здоровью».

## Гражданская авиация
При переходе из военной авиации в гражданскую руководствовался тем, сколько времени будет отдавать полётам. На тот момент гражданская авиация давала больше возможностей летать. В общей сложности Салленбергер проработал пилотом гражданской авиации 29 лет и к 58 годам налетал 19700 часов.
В 1980 году в возрасте 29 лет начал работу в Pacific Southwest Airlines. В PSA три с половиной года проработал бортинженером, после чего ещё четыре с половиной вторым пилотом. После 8 лет работы в PSA стал капитаном. На данный момент PSA принадлежит авиационному холдингу US Airways Group, соответственно, Салленбергер работал на этот холдинг.
В начале 90-х стал помогать в разработке курса подготовки по обеспечению безопасности полётов US Airways. Основное направление — управление ресурсами экипажа (CRM), а именно культура пилотской группы, коммуникации в кабине, навыки лидерства и принятия решений.
Участвовал в расследовании катастроф как доброволец комиссии по безопасности при Ассоциации пилотов гражданской авиации.

## Посадка на Гудзон 15 января 2009 года
15 января 2009 года Салленбергер командовал экипажем авиалайнера Airbus A320-214 (самолёт был построен во Франции компанией Airbus Industrie), рейс 1549 авиакомпании US Airways, который вылетал из аэропорта Ла-Гуардия (город Нью-Йорк) в Шарлотт (штат Северная Каролина).
Второй пилот рейса 1549 — Джеффри Скайлс, восемь лет летал на Boeing 737 и на момент знакомства с Салленбергером только-только окончил курсы переподготовки для полётов на Airbus. Скайлс получил лицензию частного пилота в 16 лет. Проработал в компании US Airways двадцать три года, налетал 20 000 часов и дослужился до звания капитана. В связи с сокращением количества рейсов и авиапарка, а также влияния последствий сокращений на продвижение пилотов по службе Джефф летал как второй пилот.
Диспетчер рейса 1549 — Патрик Хартен (радарный пост в Лонг-Айленде). По словам Салленбергера Патрик сделал несколько разумных и полезных вещей, которые вызывают чувство благодарности. Хартен не усложнял и не затруднял и без того сложную задачу. Чтобы выиграть секунды и не повторяться, он оставлял телефонные линии открытыми, когда звонил диспетчерам других аэропортов, чтобы они могли следить за ходом разговора с экипажем в режиме реального времени.
Стюардессы рейса 1549 — Шейла Дайл, Дорин Уэлш и Донна Дент.
После взлёта из аэропорта в северном направлении самолёт столкнулся со стаей канадских казарок (масса тела канадских казарок составляет от 3,6—8 кг, размах крыльев около 183 см, скорость полёта примерно 80 км/час), в результате чего были повреждены и остановились оба двигателя самолёта. Наибольшая высота, которую смог набрать самолёт, едва превышала 914,4 м.
Капитан Чесли Салленбергер отверг все возможные варианты посадки самолёта в предлагаемых диспетчером аэропортах и принял решение с учётом всех сложившихся факторов, что будет сажать самолёт на реку Гудзон, так как считал этот шаг единственно верным. Салленбергер говорил по этому поводу так: «Основываясь на своём опыте, я был уверен, что смогу произвести аварийную посадку на воду, в которой можно выжить. Эта уверенность была сильнее любого страха». В отсутствии тяги капитан Салленбергер контролировал вертикальную траекторию полёта с помощью тангажа. Ставилась цель сохранить такой угол тангажа, который обеспечил бы нужную скорость планирования. Капитан использовал «земное притяжение для обеспечения движения самолёта с горизонтальным перемещением, разрезая воздух крыльями, чтобы создать подъёмную силу».
Благодаря слаженной работе, экипаж рейса 1549 успешно посадил самолёт Airbus A320 на реку Гудзон, сохранив свои жизни и жизни всех пассажиров. Температура за бортом составляла 6 °C, а ветро-холодовой индекс −11. Температура воды +2 °C. Эвакуация пассажиров из самолёта прошла быстро: последний пассажир покинул салон примерно через три с половиной минуты после начала эвакуации в условиях нерабочих хвостовых выходов и воды, проникавшей в хвостовую часть салона. Пассажиры эвакуировались на крылья самолёта и надувные трапы-плоты. Прежде, чем покинуть салон самолёта капитан дважды обошёл его, чтобы убедиться, что пассажиров внутри нет. Чесли Салленбергер был последним, кто покинул борт самолёта и последним, кого сняли с эвакуационного плота, так как считал это делом чести.
Самолёт был приводнён в районе 48-й улицы. В это время несколько паромов-катамаранов готовились к часу-пик второй половины дня и увидев происходящее, поспешили на помощь. Первый спасательный паром прибыл меньше, чем через четыре минуты. Это был «Томас Джефферсон» под командованием капитана Винса Ломбарди (NY Waterway).
Весь полёт длился пять минут восемь секунд. Все находившиеся на борту пассажиры и члены экипажа (155 человек) остались живы.
Единственные при аварийной посадке повреждения — глубокий порез на ноге — получила стюардесса Дорин Уэлш в результате отрыва металлической детали, пропоровшей пол салона во время приводнения самолёта.

## Последующая жизнь
С 13 февраля 2022 по 1 июля 2022 являлся представителем США в ИКАО.

## Влияние на культуру
В честь действий Салленбергера канадским музыкальным коллективом «Electric Youth» была написана песня «A Real Hero», в 2012 году номинированная для MTV Movie Awards в категории «Best Music».
8 сентября 2016 года вышел фильм «Sully» (русск. Чудо на Гудзоне) режиссёра Клинта Иствуда. Чесли Салленбергера играет Том Хэнкс..
В 2025 годы вышел второй сезон сериала "Репетиция" (Rehearsal), в котором центральной темой стала проблема взаимодействия пилотом в кокпите. Как пример удачного взаимодействия капитана и второго пилота рассматривается случай Салленберга, и автор и главный герой шоу Нейтан Филдер играет его роль и предполагает ход событий.

## Фильмография
- 2016 — Чудо на Гудзоне (камео)
- 2017 — Здравствуй, папа, новый год! 2 (камео)